# A sztrajk in amerikaner port
A sztrajk  in amerikaner port,  pol. Strajk w nowojorskim porcie lub Strajk – obraz polskiej malarki żydowskiego pochodzenia Racheli Suckewer z wileńskiej grupy artystycznej Jung Wilne, powstający na przestrzeni lat 30. XX wieku po powrocie artystki z USA.
Obraz przedstawia strajk w nowojorskim porcie, którego świadkiem była Rachela Suckewer podczas wizyty u rodziny w USA. Jak podaje Jerzy Malinowski w książce "Malarstwo i rzeźba” :

Obraz jest jedynym przykładem wpływu sztuki amerykańskiej i za jej pośrednictwem meksykańskiej na sztukę lat trzydziestych w Polsce. W tle kubiczne, zgeometryzowane formy architektury przemysłowej wskazują bliskie związki z amerykańskim precyzionizmem. Na pierwszym, symetrycznie skomponowanym planie monumentalne, statyczne postacie protestujących portowców (z hasłami na tabliczkach – po prawej), zapewne łamistrajków i trójki właścicieli (ubranych w białe garnitury i kapelusze – w środku) oraz ich żon z pieskiem (po prawej), na drugim planie policjanci, którzy pragną rozpędzić strajkujących.

Praca prezentowana była między innymi na wystawie prac studentów Uniwersytetu Stefana Batorego w 1935 r., w Wilnie. Obraz ten jak podkreśla Joanna Lisek w książce "Jung Wilne – żydowska grupa artystyczna” – wzbudził największe zainteresowanie spośród wszystkich prezentowanych podczas wystawy prac i był szeroko komentowany w recenzji z wystawy, zyskując pozytywne opinie. Jeszcze w tym samym roku prezentowany był na wystawie żydowskiej sztuki plastycznej zorganizowanej w związku ze Światowym Zjazdem JIWO w Wilnie. Na wystawie tej swoje prace prezentowało trzynastu artystów z Wilna, poza Rachelą Suckewer byli to: B. Michtom, L. Zameczek, M. Gloger, J. Kagans, J. Różański, J. Czarnocki, M. Prezman, W. Wolf, R. Chwoles, Sz. Efron, H. Gurewicz i E. Lebed. Na wystawie obecni byli między innymi tacy artyści jak Marc Chagall. Obraz został tym razem ostro skrytykowany. Ironizowano na temat jego rozmiarów w związku z tym, iż zajmował całą ścianę, sugerując, że autorka chciała na tym jednym płótnie zawrzeć wszystko, co w ogóle miała do powiedzenia. Krytykowano też jego kompozycję zarzucając, iż postacie robotników nie zajmują centralnej pozycji na obrazie i stanowią jedynie element dekoracyjny. Krytykowano też intensywną kolorystykę obrazu.
Reprodukcja obrazu została również opublikowana  w styczniu 1936 r., w trzecim numerze Almanachu "Jung Wilne” .
O obrazie wspomina  Szlojme Belis w artykule "Weng fir molers fun Jung Wilne” z "Di Goldene Kejt”, z 1980 r., :

Nad piekarnią, piętro wyżej, było jej mieszkanie. Niezbyt przytulne, ale za to przestronne. W największym pokoju przez długie lata stał zaczęty i nigdy nieskończony obraz: Strajk. Ten to ogromny obraz był dla małej Rozy wspomnieniem wielkiego przeżycia. W czasie wczesnej młodości przebywała u krewnych w Stanach Zjednoczonych. Nielekko jej się tam żyło, podejmowała się wielu prac. I tam, w gigantycznym Nowym Jorku, zaczęła malować. Utkwił jej w pamięci wielki strajk w nowojorskim porcie. Zapragnęła przenieść to wydarzenie na płótno, nie jako temat, lecz jako przeżycie.